# Carl Millöcker

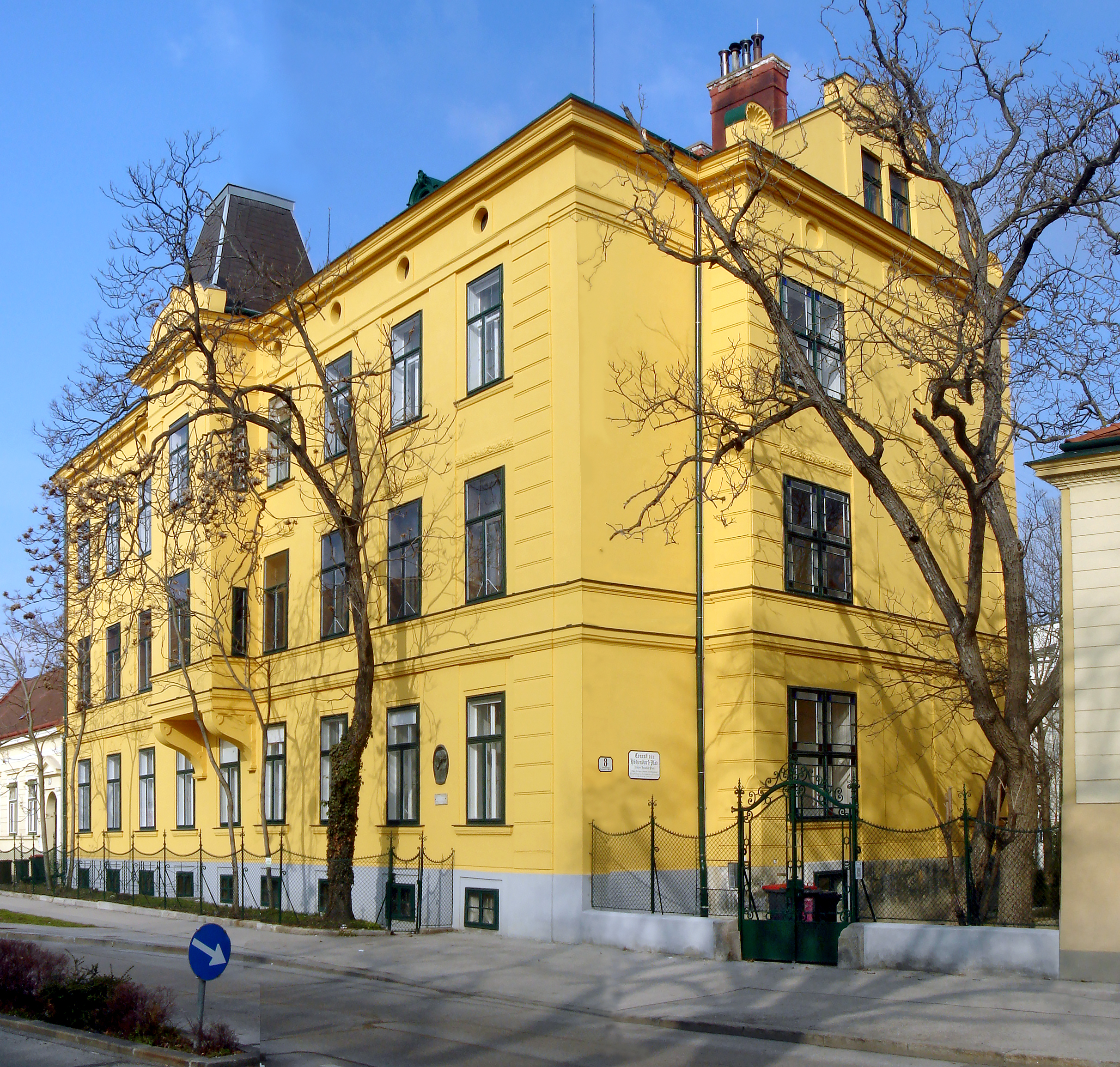
Szülőháza

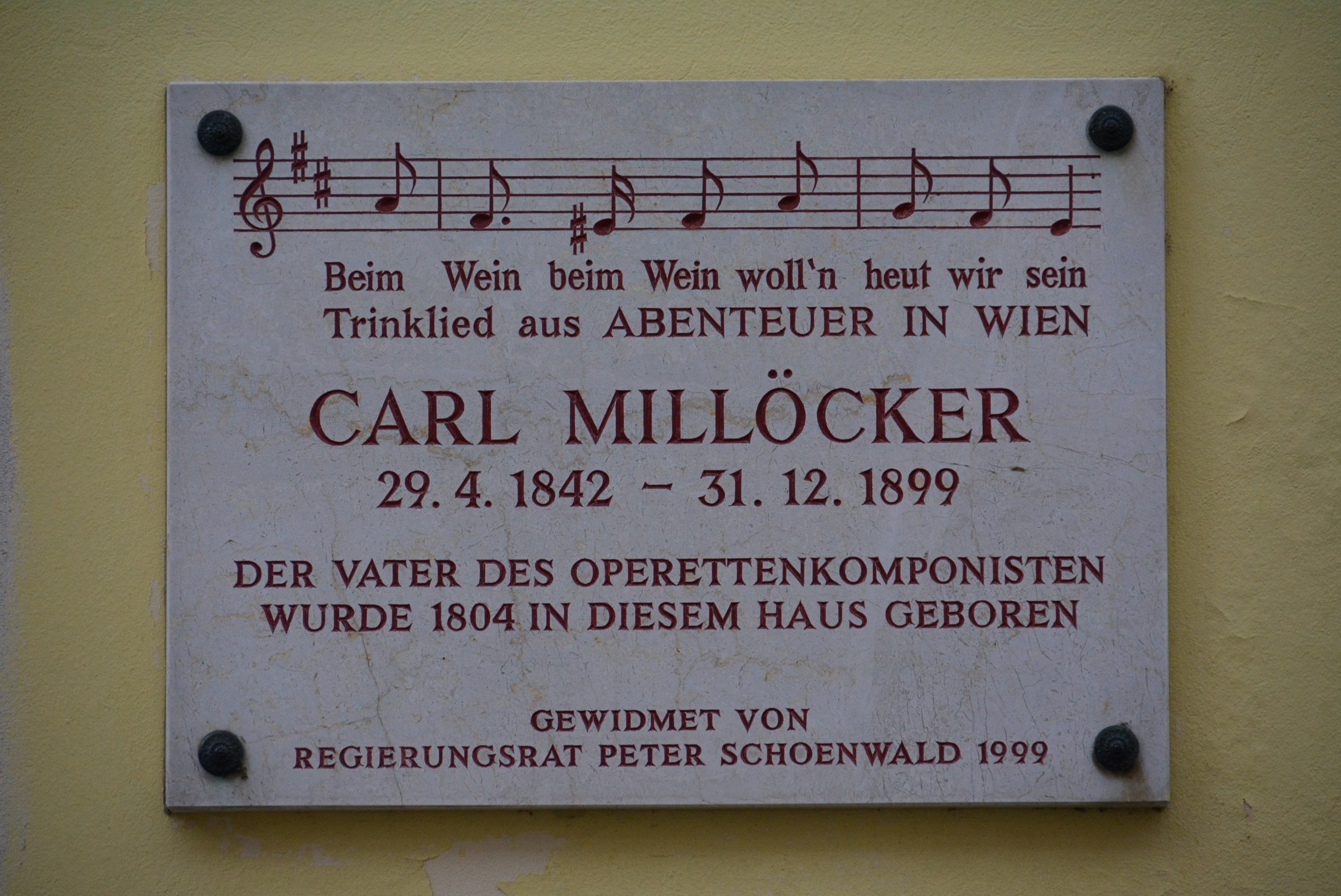
Emléktábla a szülőházán

Carl Joseph Millöcker (néhol Karl) (Bécs, 1842. április 29. –
Baden bei Wien, 1899. december 31.) osztrák zeneszerző, „az operettkomponisták atyja”.[forrás?]

## Életrajz
Apja ékszerész volt, és Millöckert is erre a pályára szánták, de kimondott zenei hajlamot mutatott, és gyermekként fuvolázni tanult. Tizenhat évesen egy színházi zenekarban fuvolázott, majd a bécsi Gesellschaft der Musikfreunde konzervatóriumában képezték tovább. Franz von Suppé ajánlása alapján 1864-ben, Grazban színházi karmesteri posztot kapott. 1866-ban visszatért Bécsbe, és 1883-ig a Theatre an der Wien második karmestere volt. Zeneszerzőként természetes tehetsége volt a dallamos zene iránt, s bár népszerűsége soha nem volt olyan nagy, mint Johann Straussé vagy Lehár Ferencé, operettjei mégis megragadták a bécsiek lelkét.
Komponistaként, 1865-ben a Der tote Gast (A holt vendég) című egyfelvonásos művével mutatkozott be, amelynek librettóját Ludwig Harisch írta Heinrich Zschokke regényéből.
1871. január 5-én ő vezényelte Három pár cipő című, háromfelvonásos operettje premierjét a Theater an der Wienben, majd ugyanott 1872. augusztus 10-én sikerrel mutatta be az Ein nagender Wurm oder Wechselbrief und Briefwechselt, 1881-ben A belleville-i szűzet, majd 1890-ben a Szegény Jonathánt.
1875-ben Pozsonyban belépett a „Zukunft“ (Jövő) szabadkőműves-páholyba.
A koldusdiák nemzetközi sikere, 1882. december 6. után lehetővé tette, hogy a dirigálástól visszavonuljon. Ezután azonban nem ért el a nagyobb sikereket.
Az Egyesült Királyságban háromszor mutatkozott be: az Alhambra Színházban, Londonban 1884. április 12-én, majd november 20-án a Royal Lyceum Színházban, Edinburgh-ban William Beatty Kingstonnak a Carl Rosa Operaház számára készült fordításával, majd december 3-án a glasgow-i Royaltyban.
1894-ben stroke-ot szenvedett el, ami részlegesen megbénította. Baden bei Wienben halt meg, sírja a bécsi Zentralfriedhofban van.

## Operettjei
A magyar operettcímek forrása A Pallas nagy lexikona.
| Cím                                                               | Műfaj    | Felvonás               | Librettó | Bemutató        | Helység, színház                |
| ----------------------------------------------------------------- | -------- | ---------------------- | --- | --------------- | ------------------------------- |
| Der tote Gast                                                     | operett  | 1                      | Ludwig Harisch librettója, Heinrich Zschokke regényéből                                                                                       | 1865. febr. 11. | Graz, Thalia-Theater            |
| Die beiden Binder                                                 | operett  | 1                      | Gustav Stoltze | 1865. dec. 21.  | Graz, Thalia-Theater            |
| Diana                                                             | operett  | 1                      | Josef Braun | 1867. jan. 2.   | Bécs, Harmonie-Theater          |
| Der Dieb                                                          | operett  | 1                      | Alois Berla | 1868            | Pesti Városi Német Színház      |
| Az asszonyok szigete                                              | operett  | 3                      | Le royaume des femmes Théodore és Hippolyte Cogniard darabjából                                                                               | 1868            | Pesti Városi Német Színház      |
| Der Regimentstambour                                              | operett  | 2                      | Heinrich Börnstein | 1869. okt. 23.  | Bécs, Theater in der Josefstadt |
| Abenteuer in Wien                                                 | daljáték | 3                      | Alois Berla | 1873. jan. 20.  | Bécs, Theater an der Wien       |
| Das verwunschene Schloss                                          | operett  | 5                      | Alois Berla | 1878. márc. 30. | Bécs, Theater an der Wien       |
| Gräfin Dubarry (a Die Dubarryre változtatták Berlinben, 1931-ben) | operett  | 3                      | Richard Genée és Friedrich Zell | 1879. okt. 31.  | Bécs, Theater an der Wien       |
| Apajune, a vízitündér                                             | operett  | 3                      | Richard Genée és Friedrich Zell | 1880. dec. 18.  | Bécs, Theater an der Wien       |
| A belleville-i szűz                                               | operett  | 3                      | Richard Genée és Friedrich Zell, a La pucelle de Belleville c. Paul de Kock-darabból                                                          | 1881. okt. 29.  | Bécs, Theater an der Wien       |
| A koldusdiák                                                      | operett  | 3                      | Richard Genée és Friedrich Zell, tratto da Fernande Victorien Sardoutól és a Le Guitarréro c. Jacques Fromental Halévy/Eugène Scribe-darabból | 1882. dec. 6.   | Bécs, Theater an der Wien       |
| Gasparone                                                         | operett  | 3                      | Richard Genée e Friedrich Zell | 1884. jan. 26.  | Bécs, Theater an der Wien       |
| A tábori lelkész                                                  | operett  | 3                      | Hugo Wittmann és Alois Wohlmuth, a Das seltsame Brautgemach Gustav Schilling-darabból                                                         | 1884. okt. 31.  | Bécs, Theater an der Wien       |
| A vice-admirális                                                  | operett  | 1 prológ és 3 felvonás | Richard Genée és Friedrich Zell | 1886. okt. 9.   | Bécs, Theater an der Wien       |
| A hét sváb                                                        | népopera | 3                      | Hugo Wittmann és Julius Bauer | 1887. okt. 29.  | Bécs, Theater an der Wien       |
| Szegény Jonathán                                                  | operett  | 3                      | Richard Genée és Friedrich Zell | 1890. jan. 4.   | Bécs, Theater an der Wien       |
| A szerencsegyermek                                                | operett  | 3                      | Richard Genée és Friedrich Zell | 1892. jan. 16.  | Bécs, Theater an der Wien       |
| Der Probekuss                                                     | operett  | 3                      | Richard Genée és Friedrich Zell | 1894. dec. 22.  | Bécs, Theater an der Wien       |
| Das Nordlicht                                                     | operett  | 3                      | Hugo Wittmann | 1896. dec. 2.   | Bécs, Theater an der Wien       |

## Bibliográfia
- Andrew Bárány, Karl Millöcker be A Grove Dictionary of Opera Music, Musicians, ed. Stanley Sadie (London 1998) ISBN 0-333-73432-7

## Fordítás
Ez a szócikk részben vagy egészben  a   Karl Millöcker című olasz Wikipédia-szócikk ezen változatának fordításán alapul.  Az eredeti cikk szerkesztőit annak laptörténete sorolja fel. Ez a jelzés csupán a megfogalmazás eredetét és a szerzői jogokat jelzi, nem szolgál a cikkben szereplő információk forrásmegjelöléseként.
Ez a szócikk részben vagy egészben  a   Carl Millöcker című német Wikipédia-szócikk ezen változatának fordításán alapul.  Az eredeti cikk szerkesztőit annak laptörténete sorolja fel. Ez a jelzés csupán a megfogalmazás eredetét és a szerzői jogokat jelzi, nem szolgál a cikkben szereplő információk forrásmegjelöléseként.

## Külső hivatkozások
- A Naxos.com-on (angolul) Archiválva 2007. szeptember 20-i dátummal a Wayback Machine-ben
- Az Operone.de-n (németül)

## Kapcsolódó oldalak
- Osztrák zeneszerzők listája